# Ian Hamilton (calciatore)
Ian Michael Hamilton, detto Chico (Streatham, 31 ottobre 1950 – Londra, 19 maggio 2024), è stato un calciatore inglese, di ruolo centrocampista.

## Biografia
Ian Hamilton nacque il 31 ottobre 1950 a Londra, precisamente nel quartiere di Streatham.
Si unì al Chelsea da junior e divenne il più giovane giocatore e marcatore di sempre del club dello Stamford Bridge a 16 anni e 138 giorni, quando segnò contro il Tottenham Hotspur al suo debutto il 18 marzo 1967, un'impresa che gli valse paragoni con un altro famoso attaccante del Chelsea che segnò anch'egli al suo debutto contro gli Spurs: Jimmy Greaves. Da allora in poi giocò solo altre quattro partite in prima squadra per il Chelsea, trascorrendo la stagione 1968-69 con il Southend United prima di trasferirsi all'Aston Villa nel 1968.
Al Villa si costruì una lunga carriera come centrocampista, aiutando il club a vincere il titolo di Third Division nel 1972 e giocando in due finali di Coppa di Lega: persero nel 1971 e vinsero nel 1975. Dopo due stagioni con lo Sheffield United, Hamilton divenne uno dei tanti calciatori britannici a concludere la propria carriera nella North American Soccer League, dove giocò per i Minnesota Kicks e i San Jose Earthquakes.
Dopo aver concluso la sua carriera professionistica, trascorse 17 anni come allenatore di calcio maschile alla Thomas Worthington High School, a Worthington, in Ohio, tornando dopo sette anni per allenare la squadra femminile.
Morì il 19 maggio 2024 all'età di 73 anni.

## Palmarès

### Club

#### Competizioni nazionali
- Coppa di Lega inglese: 1

Aston Villa: 1974-1975
- Third Division: 1

Aston Villa: 1971-1972